# Crise política no Montenegro em 2015–2016

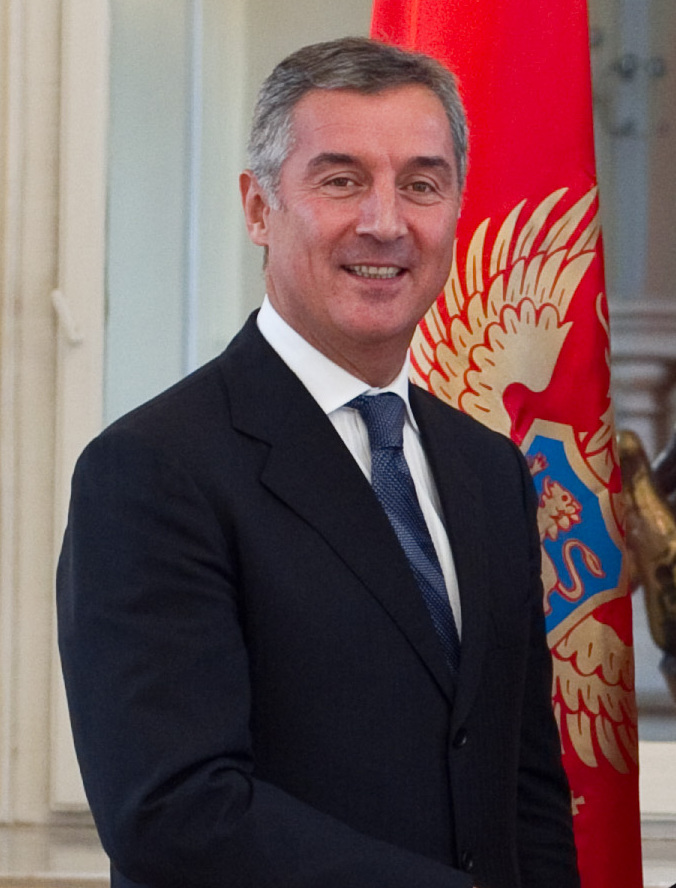
A oposição exigia um governo de transição e a destituição do primeiro-ministro Milo Đukanović, que liderava o país desde a década de 1990.

Uma crise política no Montenegro (em montenegrino:  kriza u Crnoj Gori)  foi iniciada pelos partidos de oposição que organizaram protestos exigindo eleições justas e um governo de transição. A coalizão oposicionista Frente Democrática organizou protestos contínuos em outubro de 2015, que culminaram em um grande motim em Podgorica, em 24 de outubro. Uma cisão na coalizão governista seguiu-se em janeiro de 2016, deixando o governo funcionando de facto como um governo minoritário.

## Antecedentes

### Liderança de Milo Đukanović
Em 2015, a rede de jornalistas investigativos OCCRP nomeou o presidente e primeiro-ministro de longa data do Montenegro, Milo Đukanović, como a "Pessoa do Ano no Crime Organizado".  A extensão da corrupção de Đukanović levou a manifestações de rua e a exigência por sua destituição. 

### Candidatura montenegrina a OTAN
Desde 2010, o acesso do Montenegro à OTAN estava em processo de negociação. Em dezembro de 2009, o governo apresentou sua candidatura para fazer parte do plano de ação, o que significa o último passo antes de aderir à organização. Em 2 de dezembro de 2015, a Aliança entregou um convite formal cujas negociações para o ingresso finalizariam com a sua assinatura em maio de 2016.  Entretanto, grande parte da oposição - formada sobretudo de partidos pró-russos e pró-sérvios - exigiam um referendo sobre a adesão, organizando protestos  e boicotando a sessão do Parlamento de Montenegro que aprovou a entrada do país na organização.

## Protestos contra o governo
Os protestos antigovernamentais no Montenegro começaram em meados de outubro de 2015 e culminaram em tumultos em 24 de outubro de 2015 na capital Podgorica. Os protestos foram organizados pela coalizão oposicionista Frente Democrática, que exigia a formação de um governo de transição que iria organizar as próximas eleições parlamentares.
Em 27 de setembro de 2015 a Frente Democrática montou tendas ao redor do edifício do Parlamento de Montenegro. 
Depois que milhares de pessoas se reuniram para protestar contra a corrupção do governo e exigir um governo de transição e a destituição do primeiro-ministro Milo Đukanović, que ocupou cargos de primeiro-ministro e de presidente durante a maior parte do tempo desde 1990, a polícia interveio contra os manifestantes no dia 24 de outubro.  A polícia montenegrina disparou gás lacrimogêneo contra os partidários da oposição, enquanto afugentava os manifestantes com veículos blindados. 
Um protesto contra a adesão à OTAN foi realizado em Podgorica em 12 de dezembro de 2015.  Um novo protesto contra o governo ocorreu em 24 de janeiro de 2016.

## Ruptura da coalizão governista
Em 27 de janeiro de 2016, uma votação parlamentar refletiu a ruptura do Partido Democrático dos Socialistas de Montenegro (DPS) no poder e o até então parceiro de coalizão Partido Social-Democrata de Montenegro (SDP).  Isso ocorreu devido ao fracassado debate sobre a organização das "primeiras eleições livres e justas".  O presidente da Assembleia Nacional Ranko Krivokapić (SDP) criticou fortemente o primeiro-ministro Milo Djukanović e o partido no poder (DPS). Com a ruptura do SDP, Djukanović perdeu a maioria na Assembleia e apresentou uma moção para remover Krivokapić do cargo.

## Incidente no Parlamento
Em 13 de maio de 2016, o discurso do primeiro-ministro Milo Đukanović foi interrompido pelos deputados da Frente Democrática, que gritavam "Milo, seu ladrão" (Milo, lopove), seguido por um confronto verbal e uma tentativa de altercação física, a qual foi impedida por outros deputados e pelo serviço de segurança parlamentar. 

## Tentativa de golpe em outubro de 2016
Em 16 de outubro de 2016, no dia das eleições parlamentares, um grupo de 20 cidadãos sérvios e montenegrinos, incluindo o ex-chefe da gendarmeria sérvia Bratislav Dikić, foram presos, juntamente com outras pessoas, incluindo cidadãos russos, que mais tarde foram formalmente acusados pelas autoridades montenegrinas de tentarem um golpe de Estado. Em fevereiro de 2017, as autoridades montenegrinas acusaram as estruturas estatais russas de estarem por trás da tentativa de golpe, que previa um ataque ao parlamento do país e o assassinato do primeiro ministro Milo Đukanović; essas acusações foram rejeitadas pelo governo russo. 
De acordo com as declarações do primeiro-ministro Duško Marković feitas em fevereiro de 2017, o governo recebeu informações conclusivas sobre a preparação do golpe em 12 de outubro de 2016, quando uma pessoa envolvida na conspiração entregou a conjuntura de seus especialistas russos, que visava para evitar que o país ingressasse na OTAN; esta informação também foi corroborada pelos serviços de segurança dos países membros da OTAN, que ajudaram o governo montenegrino a investigar o complô. 
No início de junho de 2017, o Supremo Tribunal do Montenegro confirmou o indiciamento de 14 pessoas, incluindo dois russos e dois líderes da oposição montenegrina pró-russa, Andrija Mandic e Milan Knezevic, acusados de "preparar uma conspiração contra a ordem constitucional e a segurança do Montenegro" e uma "tentativa de atos terroristas".

## Boicote do Parlamento
Após os eventos que cercaram as últimas eleições parlamentares, os principais partidos da oposição tomaram a decisão de iniciar um boicote coletivo de todas as sessões parlamentares; o boicote continuou até 2017, estendendo-se às eleições locais. 